# 君のままで (azusaの曲)
「君のままで」（きみのままで）は、azusaの2作目のシングル。2010年10月20日にポニーキャニオンから発売された。

## 概要
前作『i Love』同様、表題曲を含む3曲を収録している。表題曲「君のままで」は、テレビアニメ『アマガミSS』の第2期オープニングテーマとして使用された。カップリングの「カプチーノ」は、ボサノバ風の楽曲で、恋する女性がテーマとなっている。3曲目の「くつの音」は、失恋を題材にした曲で、イントロと間奏に流れる効果音はazusa自身が靴の音を口で表現したものである。
iTunesでは、総合チャート・アニメチャートにおいて、それぞれ15位と1位を獲得した。なおディスクジャケットには、校舎中庭でティーパーティーをしているメインヒロイン6人のイラストが描かれている。

## 収録曲
（全作詞・作曲：azusa、編曲：azusa・t.sato）
1. 君のままで [4:19]
  - テレビアニメ『アマガミSS』 第2期オープニングテーマ
2. カプチーノ [3:41]
3. くつの音 [3:11]
4. 君のままで（Instrumental）

## 収録アルバム
| 曲名       | アルバム | 発売日        |
| ---------- | -------- | ------------- |
| 君のままで | azusa    | 2011年8月31日 |